# Trattato di alleanza franco-americano
Il Trattato di Alleanza franco-americano fu un'alleanza difensiva tra il Regno di Francia e gli Stati Uniti d'America stipulato durante la Guerra d'indipendenza americana contro il Regno di Gran Bretagna. Esso fu sottoscritto dai delegati del re Luigi XVI di Francia e il Secondo congresso continentale a Parigi il 6 febbraio 1778, insieme al "Trattato di amicizia e commercio", con una clausola segreta che prevedeva l'eventuale ingresso nel Trattato di altre nazioni europee; insieme questi strumenti sono talvolta noti come "Alleanza franco-americana". oppure i "Trattati di Alleanza". Gli accordi segnarono l'ingresso ufficiale degli Stati Uniti sulla scena mondiale e formalizzarono il riconoscimento e l'appoggio francesi all'indipendenza degli Stati Uniti d'America, che furono decisivi nella vittoria americana.
Il Trattato di Alleanza fu sottoscritto immediatamente dopo il Trattato di Amicizia e Commercio, con il quale la Francia fu la prima nazione a riconoscere formalmente gli Stati Uniti quale Stato sovrano; questo trattato ha anche stabilito mutui diritti commerciali e di navigazione tra le due nazioni, in diretta violazione dei britannici Atti di Commercio e Navigazione, che limitavano l'accesso americano ai mercati stranieri.  Contemplando che questi legami commerciali e diplomatici avrebbero provocato ostilità tra Francia e Gran Bretagna, il Trattato di Alleanza garantiva in questi casi il sostegno militare francese. Esso inoltre vietava a ciascun Paese contraente di fare una pace separata con la Gran Bretagna, e fu contemplato come un patto difensivo permanente.
La negoziazione positiva del Trattato di Alleanza e i suoi accordi collaterali sono considerati "il successo diplomatico più importante dei coloni", poiché esso favoriva un aiuto vitale nella guerra con la Gran Bretagna; i trattati furono immediatamente seguiti da un sostegno sostanziale materiale, militare e finanziario alla causa americana. Alcuni storici considerano la firma del Trattato di Alleanza un riconoscimento de jure dell'America come nazione indipendente. Nonostante la sua importanza, successive complicazioni con il Trattato di Alleanza portarono alla sua cancellazione verso la fine del XIX secolo, con gli Stati Uniti che evitarono formali alleanze militari fino alla Seconda guerra mondiale.

## Antefatti
Quando le Tredici colonie in America dichiararono la loro indipendenza dalla Gran Bretagna nel 1776, il loro più ovvio, potenziale alleato, era la Francia, da lungo tempo nemico della Gran Bretagna e un rivale coloniale che aveva perso molte delle sue terre nelle Americhe dopo la Guerra franco-indiana. 
La leadership francese era stata posta in allarme dalla vittoria britannica nella Guerra dei sette anni, che aveva spostato l'equilibrio dei poteri in Europa e stava pianificando una guerra di rivincita fin dal Trattato di Parigi del 1763, che aveva posto termine al conflitto nel 1763. 
Il ministro degli Esteri francese, Choiseul, aveva previsto questo avvenimento nell'alleanza con la Spagna e coinvolgendo un'invasione della Gran Bretagna da parte di Francia e Spagna. Choiseul era stato pronto a entrare in guerra nel 1770 durante la Crisi delle Isole Falkland del 1770, ma Luigi XV era stato allarmato dalla mobilitazione navale della Gran Bretagna e perciò licenziò Choiseul e fece marcia indietro.

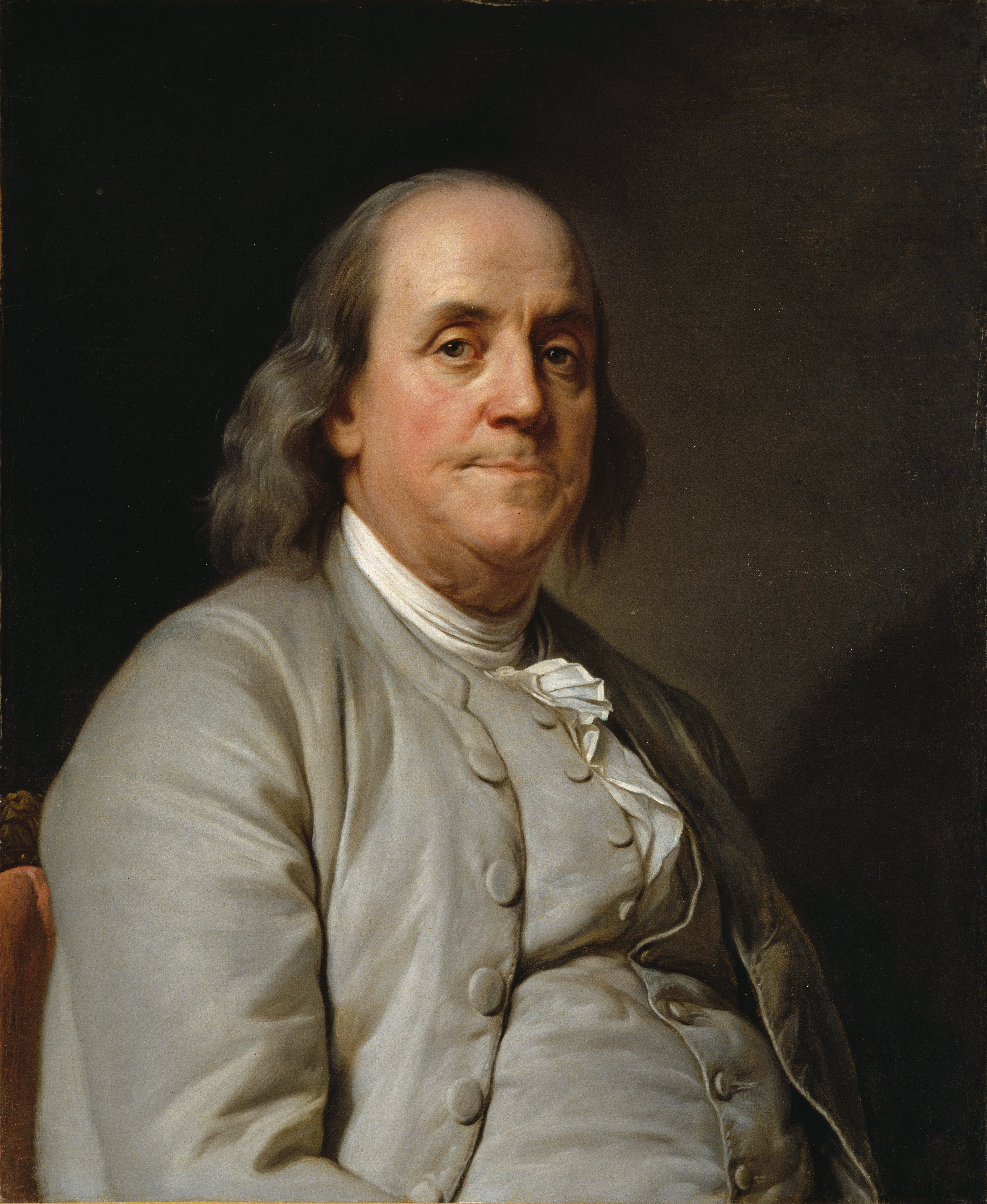
Lo stato di celebrità di Beniamino Franklin in Francia che aiutò a ottenere il sostegno francese agli Stati Uniti durante la Guerra d'indipendenza americana.

Come risultato, Jefferson iniziò a studiare un possibile trattato commerciale fra la Francia e le future colonie indipendenti degli Stati Uniti, che rifiutasse la presenza di truppe francesi e ogni aspetto dell'autorità francese negli affari della colonia. Il 25 settembre il congresso continentale ordinò ai rappresentanti, guidati da Beniamino Franklin, di stipulare un trattato con la Francia basato sulla bozza di trattato di Adams, che sarebbe poi più avanti stato formalizzato come un Modello di Trattato che cercava di stabilire reciproche relazioni commerciali con la Francia, ma che evitava qualsiasi riferimento ad assistenza militare da parte del governo francese. Nonostante gli ordini di non cercare assistenza militare diretta da parte della Francia, i rappresentanti americani furono istruiti ad operare per ottenere la clausola della nazione più favorita nei rapporti commerciali con la Francia, oltre a un aiuto militare aggiuntivo, e furono incoraggiati ad assicurare ogni delegato spagnolo che gli Stati Uniti non desideravano acquisire terre spagnole nelle Americhe, con la speranza che la Spagna sarebbe a sua volta entrata in una possibile alleanza franco-americana.
Nonostante una originale apertura all'alleanza, dopo che le parole della Dichiarazione d'Indipendenza e un'evacuazione britannica di Boston raggiunsero la Francia, il Ministro degli Esteri francese, Charles Gravier, conte di Vergennes, rinunciò a firmare una formale alleanza con gli Stati Uniti, dopo aver ricevuto notizia di vittorie britanniche contro il generale George Washington nella Campagna di New York e del New Jersey. Con l'aiuto del Comitato di Corrispondenza Segreta, istituito dal Congresso Continentale U.S.A. per promuovere la causa americana in Francia, e la sua reputazione di modello di semplicità repubblicana all'interno della società francese, Beniamino Franklin fu in grado di ottenere un prestito segreto e assistenza militare clandestina dal Ministero degli Esteri ma fu costretto a rinunciare a negoziati su un'alleanza formale mentre il governo francese stava negoziando una possibile alleanza con la Spagna.
Con la sconfitta britannica nella Battaglia di Saratoga e le crescenti dicerie di una pace che la Gran Bretagna avrebbe offerto a Franklin, la Francia pensò di vedere un'opportunità di trarre vantaggio dalla rivoluzione e abbandonò i negoziati con l'Olanda per iniziare discussioni con gli Stati Uniti a proposito di un'alleanza formale. Con l'approvazione ufficiale per l'inizio di negoziati su una formale alleanza da parte di Luigi XVI di Francia, le colonie abbandonarono le proposte britanniche di riconciliazione nel gennaio 1778 e iniziarono negoziati che si sarebbero conclusi con la sottoscrizione di un Trattato di Amicizia e Commercio e il Trattato di Alleanza.

## Termini e condizioni
Il Trattato di Alleanza fu in effetti una polizza di assicurazione per la Francia, che garantiva il sostegno degli Stati Uniti se la Gran Bretagna avesse violato la pace che essa aveva con la Francia "sia con ostilità dirette sia ostacolando i suoi commerci o la navigazione" come risultato della firma del Trattato Franco-Americano di Amicizia e Commercio. Il trattato riportava termini e condizioni dell'alleanza militare, stabiliva i requisiti per la sottoscrizione di futuri trattati di pace per porre termine alle ostilità con la Gran Bretagna, e prevedeva la possibilità di altre nazioni, in particolare la Spagna, di unirsi all'alleanza.

### Articoli 1–4: Termini dell'alleanza
I primi articoli del trattato stabilivano una generale alleanza tra le due nazioni.  Gli articoli da 1 a 3 stabilivano che nel caso in cui fosse scoppiata la guerra tra Francia e Gran Bretagna durante il prosieguo delle ostilità della Guerra Rivoluzionaria Americana, un'alleanza militare si sarebbe formata tra Francia e Stati Uniti, avrebbe impegnato le rispettive forze e sforzi militari con lo scopo diretto di mantenere la "libertà, Sovranità, e indipendenza assoluta e illimitata per i suddetti Stati Uniti, sia in materia di Governo che di commercio."  L'articolo 4 stabiliva inoltre che l'alleanza sarebbe continuata per "ogni particolare impresa" indefinitamente nel futuro.

### Articoli da 5 a 9: Termini e condizioni per trattati di pace con l'Inghilterra
Questa parte del trattato divide preventivamente ogni terra ottenuta dalla Gran Bretagna mediante campagne militari di successo o concessioni fatte dalla Gran Bretagna in trattati di pace per porre fine a ostilità con la sottoscrizione delle nazioni interessate. Agli Stati Uniti fu effettivamente garantito il controllo di ogni terra di cui essa fosse entrata in possesso nel Nordamerica, oltre alle isole di Saint-Pierre e Miquelon, di cui la Francia aveva mantenuto il possesso dopo la Guerra dei Sette Anni, e le Bermuda da quando il re Luigi XVI di Francia aveva rinunciato "per sempre al possesso delle Isole di Bermuda, come ogni parte del continente del Nordamerica che prima del trattato di Parigi del 1763, o in virtù di quel Trattato, erano riconosciute appartenenti alla corona della Gran Bretagna, o agli Stati Uniti fino a ora chiamate Colonie Britanniche, o che lo erano a quel tempo o successivamente sotto il Potere del Re e della Corona della Gran Bretagna." In cambio, al Re erano garantite "ognuna delle Isole situate nel Golfo del Messico, o vicino a quel Golfo" di cui la Francia poteva ottenere il possesso.
Clausole aggiuntive assicuravano che né la Francia né gli Stati Uniti avrebbero cercato qualsiasi pretesa aggiuntiva di compensazione per i loro servigi durante il conflitto e che nessuna delle parti avrebbe cessato di combattere o firmare un trattato di pace con la Gran Bretagna senza il consenso dell'altra nazione e le assicurazioni che l'indipendenza degli Stati Uniti sarebbe stata riconosciuta dalla Gran Bretagna.

### Articolo 10: Aperto invito ad altre nazioni
L'articolo 10 del trattato, sebbene ampiamente rivolto alla Spagna, invitava ogni altra nazione "che può aver ricevuto danni dall'Inghilterra" a negoziare i termini e le condizioni per unirsi all'alleanza.

### Articolo 11: Impegno a onorare le richieste di terra
L'articolo 11 impegnava a onorare le pretese di terre di entrambe le nazioni per sempre in futuro, con gli Stati Uniti che garantivano pieno sostegno alle pretese del momento della Francia e per ogni terra che essa avesse acquisito durante la guerra contro altre nazioni; la Francia, a sua volta, si impegnava a sostenere le richieste americane di terre e garantiva di aiutare il paese a preservare le sue "Libertà, Sovranità e Indipendenza assoluta e illimitata, come in materie di Governo e commercio."

### Articoli 12 e 13: Effettive date del trattato, ratifica e firma dei delegati
L'articolo 12 stabilisce l'accordo come trattato sotto condizione che sarebbe entrato in vigore solo dopo una dichiarazione di guerra tra Francia e Gran Bretagna, ed esso rendeva la terra, e le garanzie diplomatiche espresse nel trattato, dipendenti dalla conclusione della Guerra Rivoluzionaria Americana e un trattato di pace che formalmente stabilisse i possedimenti di terra di ogni nazione.

## Sottoscrizione e conseguenze

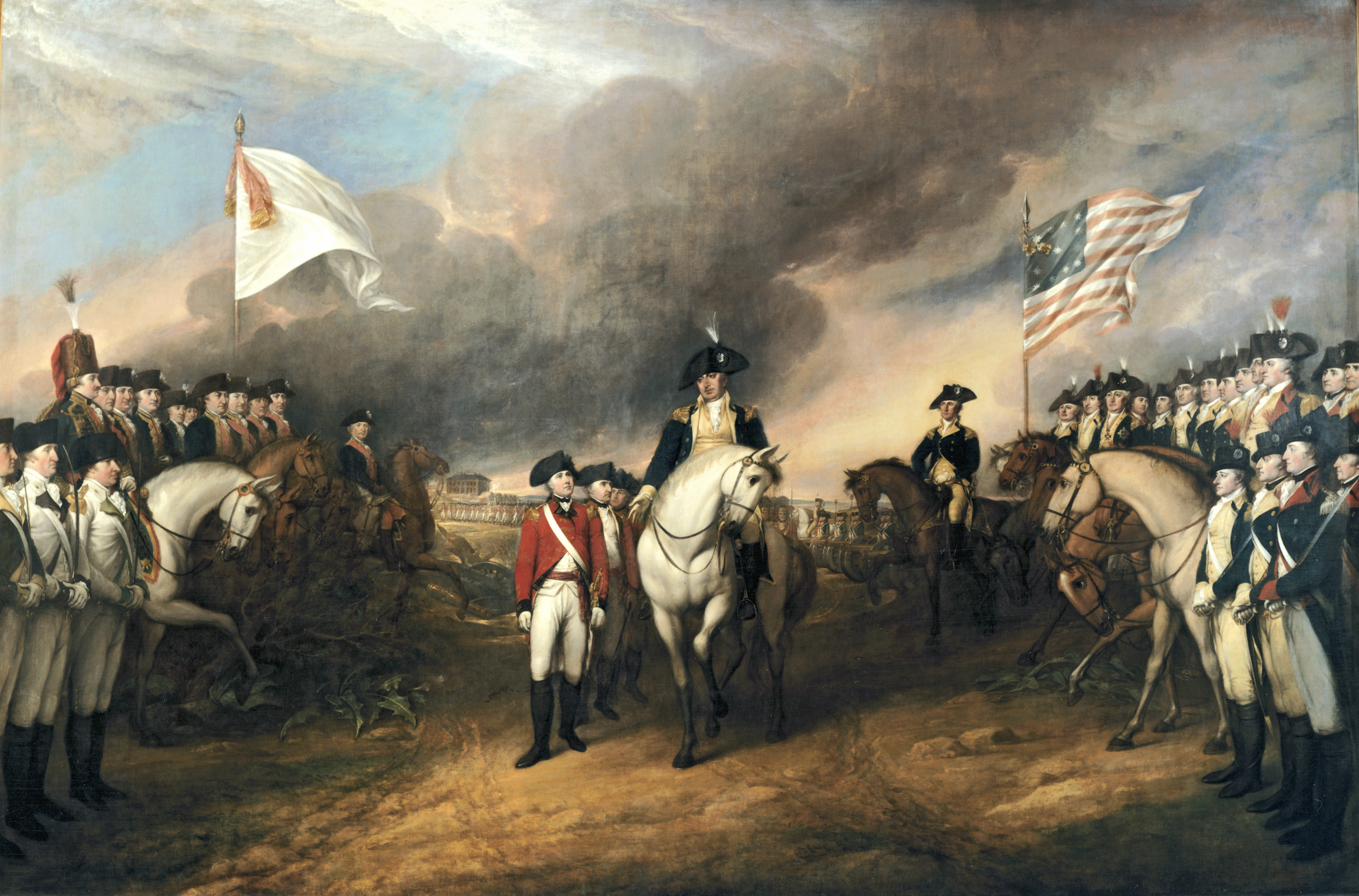
Resa di Cornwallis a Yorktown, di John Trumbull, 1820

Il 6 febbraio 1778, Beniamino Franklin e gli altri due rappresentanti, Arthur Lee e Silas Deane, sottoscrissero il trattato per conto degli Stati Uniti, e Conrad Alexandre Gérard firmò per conto della Francia.
Il 13 marzo 1778, la Francia informò la Gran Bretagna della firma dei trattati e il conseguente riconoscimento degli Stati Uniti come nazione indipendente; quattro giorni dopo, la Gran Bretagna dichiarò guerra alla Francia, quindi coinvolgendola nella Guerra d'indipendenza americana. Il loro ingresso condusse a una significativa escalation: quel che sarebbe altrimenti stata una "sbilenca rivoluzione coloniale" divenne un molto più complesso conflitto geopolitico con una delle prime superpotenze del mondo.
Come contemplato dal Trattato di Alleanza, la Spagna si alleò alla Francia contro la Gran Bretagna con il Trattato di Aranjuez il 12 aprile 1779. L'assedio franco-spagnolo di Gibilterra, sebbene infine fallito, servì a indebolire la mano d'opera britannica e il materiale bellico proveniente dal Nordamerica. 
La Repubblica delle Sette Province Unite entrò nel conflitto l'anno successivo, quando la Gran Bretagna dichiarò guerra dopo aver sequestrato una nave mercantile olandese, accusata di praticare il contrabbando verso la Francia. Sebbene l'Olanda non fosse allora formalmente alleata degli Stati Uniti, il suo ruolo come cobelligerante della Francia, impegnava ulteriormente le forze britanniche, specialmente nei Caraibi e nell'Oceano Indiano. La Repubblica delle Sette Province Unite divenne anche la seconda nazione a riconoscere ufficialmente l'indipendenza degli Stati Uniti nel 1782, e stipulò un proprio trattato di commercio e di navigazione con l'America.
Dopo la firma del trattato, l'importanza delle armi, munizioni e uniformi francesi si rivelò vitale per l'Esercito Continentale, mentre con le loro azioni militari nelle Indie Occidentali e altrove costrinsero la Gran Bretagna e ridispiegare le truppe e le unità navali dalle colonie del Nordamerica per garantire le sue proprietà. Il coinvolgimento francese nella guerra provò di essere eccezionalmente importante durante la battaglia di Yorktown, quando 10 800 francesi regolari e 29 navi da guerra francesi, al comando del Conte di Rochambeau e del Conte de Grasse rispettivamente, riunirono le loro forze con quelle del generale George Washington e del  Marchese de Lafayette per ottenere la resa dell'esercito del sud di Lord Cornwallis, ed effettivamente posero fine ai combattimenti nel Nordamerica per il resto della guerra. Nonostante gli sforzi della Gran Bretagna per negoziare trattati separati con i suoi nemici, Spagna, Francia e gli Stati Uniti rimasero compatti durante i negoziati con la Gran Bretagna e conclusero le ostilità firmando il Trattato di Parigi del 1783.

### Le relazioni si deteriorano
Quasi subito dopo la firma del Trattato di Parigi del 1783, gli Americani cominciarono a chiedersi se l'assenza di una data di scadenza dell'alleanza militare avrebbe creato un'alleanza perpetua tra Stati Uniti e Francia. Quegli Americani che non gradivano la proposta di essere eternamente legati alla Francia—in particolare il  Segretario al Tesoro Alexander Hamilton e i suoi sostenitori nel Partito Federalista—videro nella Rivoluzione Francese un'opportunità di annullare ufficialmente il trattato. Nonostante il consenso dei monarchi europei, che consideravano il trattato annullato con l'esecuzione del re Luigi XVI durante la Rivoluzione Francese, il Presidente George Washington, appoggiato dal suo Segretario di Stato Thomas Jefferson, dichiarò che il trattato era ancora valido, nonostante il cambio di regime in Francia.
Benché l'amministrazione di Washington avesse dichiarato che il trattato rimaneva in vigore, la formale Proclamazione di Neutralità del Presidente Washington, e la successiva Legge sulla Neutralità del 1794, invalidava di fatto le condizioni del trattato e giungeva in un periodo di deterioramento dei rapporti fra i due paesi. 
Gli sforzi del nuovo ministro francese Edmond-Charles Genêt per raccogliere milizie e corsari per attaccare le terre della Spagna e le navi da guerra britanniche durante il caso Genêt e nonostante l'impegno di neutralità di Washington, volse la pubblica opinione contro i francesi e portò alle dimissioni di Thomas Jefferson, da lungo tempo un sostenitore della causa francese, come Segretario di Stato. A sua volta la firma del Trattato di Londra del 1794, o Trattato di Jay, convinse molti in Francia che gli americani erano traditori, essendosi arresi alle richieste britanniche e avendo abbandonato i loro alleati francesi, nonostante l'assistenza che questi avevano loro prestato nella guerra di indipendenza durante la Guerra d'indipendenza americana.
L'alleanza fu ulteriormente attaccata nel discorso di commiato del Presidente Washington, nel quale questi dichiarò che gli Stati Uniti non erano obbligati a onorare i provvedimenti del trattato, e ulteriormente mise in guardia gli Americani dai pericoli del medesimo tipo di alleanze permanenti che gli Stati Uniti stavano abitualmente stipulando con la Francia, quale risultato del Trattato di Alleanza. Il crescente sentimento pubblico contro il trattato raggiunse l'apice durante la Presidenza di John Adams, quando la Francia rivoluzionaria si rifiutò di ricevere gli inviati americani e normalizzare i rapporti, durante l'Affare XYZ; ciò provocò l'annullamento del Trattato da parte del Congresso degli Stati Uniti il 7 luglio 1798. La cattura da parte della Francia di navi americane durante le guerre rivoluzionarie francesi portò alla Quasi-guerra e a ulteriori tensioni fra ex alleati; il Trattato di Mortefontaine del 1800 pose fine al conflitto, abrogando anche formalmente il Trattato di Alleanza.